# Cathy Tyson
Catherine "Cathy" Tyson, född 12 juni 1965 i Kingston upon Thames, London, är en brittisk skådespelerska.

## Utmärkelser
Tyson tilldelades ett BAFTA Award i kategorin Best Supporting Actress 2022 för TV-filmen Help.

## Rollista i urval
- 1986 – Mona Lisa
- 1987 – Till hennes försvar
- 1991 – Det förlorade språket
- 1994 – Priest
- 2007 – Hem till gården (TV-serie)
- 2021 – Help (TV-film)
- 2021 – Ett mord för Dodds (TV-serie)
- 2021 – Kustpärlans mysterier (TV-serie)
- 2024 – Dune: Prophecy
- 2024 – Kaos (TV-serie)